# Jiang Xinyu
Jiang Xinyu (kinesisk: 蒋欣玗, født 3. marts 1999 i Ziyang, Kina) er en professionel tennisspiller fra Kina.